# Геморагічна гарячка
Геморагі́чна (геморагі́йна) гаря́чка — медичний термін, назва перебігу деяких вірусних хвороб, для якого характерно наявність підвищення температури тіла до високих цифр (гарячки) та геморагічного (або геморагійного) синдрому. Для означення ведучого перебігу такі вірусні хвороби у своїй назві містять поняття (термін) «геморагічна гарячка» з додаванням особливостей певної хвороби, наприклад, геморагічна гарячка з нирковим синдромом, або назви географічного місця, де було вперше знайдено вірусу хвороби, як то, геморагічна гарячка Ебола, або назву регіону, де така хвороба поширена, зокрема Крим-Конго геморагічна гарячка.
У патогенезі таких хвороб спостерігається ураження судин, що призводить до розвитку геморагічного синдрому (або іноді його називають тромбогеморагічним синдромом або ДВЗ-синдромом) у вигляді крововиливів у шкіру, внутрішні органи, різноманітних кровотеч, тромбозів судин. Клінічний аналіз крові у більшості випадків виявляє спочатку лейкопенію, потім тромбоцитопенію. Частина геморагічних гарячок одночасно належить до арбовірусних хвороб — тих, які передаються через укус комах.

## Класифікація
Геморагічні гарячки зумовлюють віруси чотирьох родин:
- Аренавіруси (Arenaviridae)
  - вірус Ласса (Гарячка Ласса)
  - вірус Хунін (Аргентинська геморагічна гарячка)
  - вірус Мачупо (Болівійська геморагічна гарячка)
  - вірус Гуанаріто (Венесуельська геморагічна гарячка)
  - вірус Себія (Бразильська геморагічна гарячка)
- Бун'явіруси (Bunyaviridae)
  - вірус геморагічної гарячки з нирковим синдромом
  - вірус геморагічної гарячки Крим-Конго
  - вірус гарячки Рифт Валлі
- Філовіруси (Filoviridae)
  - віруси Марбург (гарячка Марбург)
  - вірус Ебола (гарячка Ебола)
- Флавівіруси (Flaviviridae)
  - вірус хвороби К'ясанурського ліса
  - вірус омської геморагічної гарячки
  - вірус жовтої гарячки
  - вірус гарячки денге

## Діагностика
Діагноз підтверджується серологічними та вірусологічними методами дослідження. Для серодіагностики використовують наступні методи аналізу наростання антитіл:
- РН (реакція нейтралізації)
- РГГА (реакція гальмування гемаглютинації)
- РЗК (реакція зв'язування комплементу)
- РІА (радіоімунний аналіз) з парними сироватками